# Torlino Vimercati
Torlino Vimercati (im lokalen Dialekt Turlì) ist eine Gemeinde (comune) in der Lombardei, Italien, mit 472 Einwohnern (Stand 31. Dezember 2023) in der Provinz Cremona. Die Gemeinde liegt etwa 45,5 Kilometer nordwestlich von Cremona. 

## Geschichte
1192 wird die Gemeinde erstmals in einer Urkunde dokumentiert. Um seinen Verdiensten besondere Ehre erweisen, wurde dem Gemeindenamen 1961 der Name des Politikers und Offiziers Ottaviano Vimercati (1815–1879) hinzugefügt. 